# Katie Britt
Pour les articles homonymes, voir Britt (homonymie).
Katie Elizabeth Britt, née Boyd le 2 février 1982 à Enterprise (Alabama), est une avocate, femme d'affaires et femme politique américaine, membre du Parti républicain et sénatrice de l'Alabama au Congrès des États-Unis depuis 2023. Elle est auparavant chef de cabinet de Richard Shelby, son prédécesseur au Sénat, de 2016 à 2018, ainsi que présidente et chef de la direction du Business Council of Alabama (BCA) de 2018 à 2021.

## Biographie

### Jeunesse et formation
Britt est née de Julian et Debra Boyd à Enterprise, Alabama. Elle grandit à l'extérieur de Fort Rucker dans le comté de Dale, en Alabama, et travaille dans la petite entreprise de sa famille tout au long de sa jeunesse. Diplômée de l'Enterprise High School, Britt y est une pom-pom girl et l'une des 19 majors de promotion après l'obtention de son diplôme en 2000. Britt s'inscrit ensuite à l'Université de l'Alabama, où elle se spécialise en sciences politiques et est élue présidente de la Student Government Association. Elle obtient un baccalauréat ès sciences en 2004 et un doctorat en droit de la faculté de droit de l'Université de l'Alabama en 2013,.

### Droit et carrière commerciale
Après avoir obtenu son diplôme de l'université d'Alabama, Britt rejoint l'équipe du sénateur américain Richard Shelby en mai 2004, au poste d'attachée de presse adjointe. Elle est ensuite promue attachée de presse et occupe ce poste jusqu'en 2007. Après avoir quitté l'équipe de Shelby, Britt travaille comme assistante spéciale de Robert Witt, le président de l'Université de l'Alabama. Elle a également représenté la faculté de droit de l'université au sein de son équipe Tax Moot Court.
Après ses études de droit, Katie Britt travaille d'abord chez Johnston Barton Proctor & Rose LLP à Birmingham. Lorsque le cabinet ferme ses portes en mars 2014, Britt rejoint le bureau de Birmingham de Butler Snow LLP, aux côtés de 17 autres anciens avocats de Johnston Barton Proctor & Rose. Alors qu'elle exerce le droit chez Butler Snow, elle fonde la branche des affaires gouvernementales du cabinet. En novembre 2015, elle prend un congé pour retourner au sein du personnel du sénateur Richard Shelby, travaillant sur sa campagne de réélection en tant que directrice adjointe de campagne et directrice des communications,.
À la suite de son travail sur la campagne de réélection de Shelby, Britt est nommée son cheffe de cabinet en 2016. Elle devient alors l'une des principales conseillères de Shelby et dirige son groupe de travail sur les nominations judiciaires. Dès mai 2016, elle est nommée par Yellowhammer News comme l'une des « personnes qui dirigeront l'Alabama dans quelques années ». En décembre 2018, Katie Britt choisie comme présidente et cheffe de direction du Business Council of Alabama. Elle est la première femme à diriger l'organisation.
Pendant son mandat au Business Council of Alabama, décrit par Alabama Daily News comme l'une des « organisations politiques les plus influentes » de l'État, elle se concentre sur la main-d'œuvre et le développement économique par le biais de programmes d'incitations fiscales, ainsi que sur le système carcéral de l'État et la participation au recensement des États-Unis de 2020. Pendant la pandémie de COVID-19 en 2020, Britt mène un effort appelé « Keep Alabama Open » prônant l'autogouvernement des affaires commerciales en évitant les fermetures et maintenir les emplois pendant la pandémie. En avril 2021, Katie Britt est élue au conseil d'administration de l'Alabama Wildlife Federation. Elle démissionne de ses postes au Business Council of Alabama en juin 2021, au milieu des spéculations des médias sur une candidature au Sénat américain,,.

### Élection au Sénat américain de 2022
Le 8 juin 2021, Katie Britt annonce sa candidature à la primaire républicaine pour les élections sénatoriales américaines de 2022 en Alabama,. En tant que candidate au Sénat, Britt s'aligne publiquement sur l'ancien président Donald Trump. Elle soutient les fausses allégations de fraude de Trump lors de l'élection présidentielle de 2020, bien qu'elle refuse de dire que l'élection a été « volée ». Katie Britt se qualifie pour le second tour dans la primaire républicaine contre le représentant Mo Brooks et est officiellement approuvé par Trump le 10 juin 2022, l'ancien président qualifiant Britt de « guerrier intrépide de l'Amérique ». Britt bat Brooks lors du second tour du 21 juin 2022, avec 63 % des voix. Lors de l'élection générale du 8 novembre 2022, elle est élue avec 63 % des voix. Elle est ainsi la première femme élue sénatrice américaine de l'Alabama.
Le 7 mars 2024, Katie Britt donne une réponse (en) au discours sur l'état de l'Union de Joe Biden, prononcé plus tôt dans la soirée. Dans une vidéo de 17 minutes, elle y critique les politiques menées par le président (notamment en matière d'immigration, d'économie et de sécurité) et dépeint un tableau sombre du pays, qualifiant ce dernier de « cauchemar » plutôt que de rêve américain. Ce discours est largement critiqué, y compris par les membres de son parti dont l'un considère qu'il s'agit de « l'une de nos plus grandes catastrophes ».

## Positions politiques

### Avortement
Britt se décrit comme pro-vie. Sa première publicité télévisée lors des élections sénatoriales américaines de 2022 souligne sa position sur l'avortement, déclarant que la vie commence à la conception et comparant les avortements tardifs au meurtre. En mai 2022, peu avant le premier tour de la primaire républicaine, son adversaire Michael Durant attaque sa position sur l'avortement, citant une résolution adoptée par le conseil des étudiants alors qu'elle était présidente de l'Association étudiante de l'université de l'Alabama. La résolution demandait que les pilules du lendemain soient stockées à la pharmacie du centre de santé universitaire, qui prescrivait déjà les pilules à l'époque. L'équipe de campagne de Britt répond en déclarant qu'elle n'a jamais soutenu ni voté la résolution et qu'elle n'a pas pu y mettre son veto en raison des restrictions liées à sa position. L'Alabama Political Reporter confirme ces déclarations sur la base des articles de The Crimson White de l'époque de la présidence de Britt. Son équipe déclare en outre qu'elle « défendrait le droit sacré à la vie » en tant que sénatrice.

### Éducation
En juillet 2021, Britt soutient une motion du gouverneur de l'Alabama, Kay Ivey, visant à interdire l'enseignement de la théorie critique de la race dans les écoles publiques. Elle est qualifiée de « promotrice vocale » du choix de l'école par Yellowhammer News.

### Régulation des armes à feu
À la suite de l'adoption de la loi sur la « protection de nos enfants » en juin 2022, Britt déclare à 1819 News qu'elle pense que les lois sur la prévention de la violence armée (Red flag law) sont une « passerelle pour faire avancer [un] programme de désarmement ». Elle s'oppose aux lois sur la régulation des armes à feu qui enfreignent le deuxième amendement à la Constitution des États-Unis. Elle décrit le deuxième amendement comme « un contrôle critique contre la tyrannie intemporelle du gouvernement ».

### Soins de santé
En août 2021, Katie Britt écrit une chronique appelant à une discussion ouverte et à la priorisation de la santé mentale. Sa chronique exprime également son souhait de lutter contre l'épidémie d'opioïdes et les taux de suicide aux États-Unis. En mai 2022, Britt décrit « l'accès abordable à des soins et à des ressources de santé mentale de qualité » comme un « élément majeur » de la plate-forme politique de sa campagne au Sénat américain. Elle soutient les efforts visant à éliminer la stigmatisation de la maladie mentale.

### Immigration
Britt soutient la réduction de l'immigration légale « à un niveau raisonnable » et la priorité aux compétences et au mérite par rapport aux associations familiales. Elle déclare qu'elle présenterait une législation visant à modifier la citoyenneté du droit d'aînesse comme ne s'appliquant qu'à ceux qui se trouvent légalement aux États-Unis. Elle soutient également et s'est engagée à parrainer la loi RAISE, présentée pour la première fois par le sénateur Tom Cotton.

## Vie privée
Katie Britt est mariée à Wesley Britt (en), un ancien joueur de la NFL. Ils vivent à Montgomery, en Alabama et ont deux enfants.